# أنور البلكيمي
أنور البلكيمي عضو سابق في مجلس الشعب المصري (دورة 2012) عن دائرة منوف - سرس - السادات، استقال عن حزب النور وعن البرلمان في مارس 2012 على خلفية انكشاف كذب ادعائه بأنه تعرّض لاعتداء مسلح على طريق القاهرة - الإسكندرية الصحراوي ولسرقة مبلغ مائة ألف جنيه، حيث أثبتت التحقيقات خضوعه لعملية تجميل أنف.